# Лука Пиреј
Лука Пиреј је највећа у Грчкој и на Средоземном мору, али и једна од највећих у свету, како по контејнерском тако и по путничком саобраћају. Лука Пиреј је била најважнија лука Атике још од архајских времена. Велики је послодавац у окружењу са укупно 1.002 запослена.
У 2015. години, лука је била шеста по величини у Европи (међу 20 највећих) по броју путника, шести по величини у Европи и 26. у свету по годишњој запремини контејнера.
Од 2020. године, лука Пиреј је у већинском власништву кинеског COSCO-а са 67% акција. Фонд за развој јавне приватне својине има 7,14% акција. Преосталих 25,86% припада ванинституционалним инвеститорима.

## Историја

### Рана антика
До 3. миленијума пре нове ере, Пиреј је био стеновито острво повезано са копном ниским земљиштем које је већи део године било преплављено морском водом. Тада је подручје све више замуљано и поплаве су престале, чиме је Пиреј трајно повезао са Атиком и формирао његове луке, главну луку Кантар и две мање у Зеи и Минхији. Године 493. пре нове ере, Темистокле је покренуо утврђења Пиреја и касније је саветовао Атињане да искористе стратешки потенцијал његових природних лука. 483. пре нове ере, атинска флота је напустила старију луку Фалерон и пребачена је у Пиреј, истакавши се у бици код Саламине између грчких градова-држава и Персијанаца 480. п.н.е. У наредним годинама Темистокле је покренуо изградњу луке и направио шупе за бродове, док су Темистоклијски зидови завршени 471. пре нове ере, претварајући Пиреј у велику војну и трговачку луку, која је служила као стална морнаричка база за моћне атинска флота.

### Касна антика и средњи век
У касном 4. веку пре нове ере Пиреј је отишао у дуг период опадања; луке су се само повремено користиле за византијску флоту и град је углавном био напуштен током отоманске окупације Грчке.

### Савремено доба
2002. године Лучка управа Пиреј и грчка влада потписали су уговор о концесији. Грчка влада дала је у закуп земљиште, зграде и објекте луке Пиреј у лучкој зони на 40 година. У 2008. години трајање уговора о концесији је измењено са 40 на 50 година. Са овом модификацијом, закуп се завршава 2052. године. Пошто је криза грчког државног дуга почела крајем 2009. године, грчка влада је планирала да приватизује неколико државних средстава. Верује се да ова имовина вреди око 50 милијарди евра. Једно од ових добара је и лука Пиреј. Лука је велики послодавац у региону.

## Статистика
Лука Пиреј је највећа путничка лука у Европи и једна од највећих у свету. Има укупну дужину пристаништа од 2,8 километара и дубину до 11 метара. Промет возила достигао је 2,5 милиона у 2017. години, путнички 15,5 милиона.
Туристи са крстарења у 2019. години били су 1.098.091 путник, у поређењу са 961.632 у 2018. години, што је повећање од 14,2%. Са око 18,6 милиона путника 2014. године, постала је најпрометнија лука у Европи.

## Терминали

### Терминал за аутомобиле
Лука Пиреј има два терминала за аутомобиле површине око 190.000 м2, капацитет складиштења од 12.000 аутомобила и капацитет претовара од 670.000 јединица годишње.
2017. године терминал је обрадио 430.000 аутомобила, 100.000 за локално тржиште и 330.000 претовара.

### Путнички терминал
Лука Пиреј је највећа путничка лука у Европи и једна од највећих путничких лука на свету. Има укупну дужину кеја од 2,8 км и газ до 11 м. Промет возила достиже 2,5 милиона, док је у 2017. промет путника достигао 15,5 милиона.
Укупан саобраћај на крстарењу у 2019. износио је 1.098.091 путника, у поређењу са 961.632 у 2018. години, што је повећање од 14,2%. Ferry Shipping News приписује ово значајно повећање „спољном фокусу и посвећености политици привлачења крстарења у комбинацији са повећаном потражњом за крстарењима у источном Медитерану“.
Део луке за крузере има 11 везова за бродове, укупне дужине кеја од 2.800 метара. Може да пристаје пловила са газом од 11 метара. Сваки вез има на располагању услуге заштите животне средине/отпада. ППА управља са три терминала за крстарење, "А", "Б" и "Ц". Његова безбедност је у складу са Међународним кодом за безбедност бродова и лучких објеката.
Терминал А је главни терминал и отворен је 24 сата. Налази се на пешачкој удаљености од центра општине Пиреј. Може да прими 1.200 путника на сат. Два брода средње величине могу се пријавити истовремено. Терминал Б је изграђен 2013. године и може да обради мега бродове за крстарење, газа до 11 метара. Има исте погодности као и Терминал А; међутим, има места за 120 туристичких аутобуса, а може да прими 1500 путника на сат. Терминал Ц је најмањи. Изграђен је 2003. године, али је проширен 2016. Може да прими 700 путника на сат, а има царину и салу за чекирање/одлазак. Нуди се бесплатна услуга шатл аутобуса за довођење путника до других терминала (за излазак/улазак у луку).
За Олимпијске игре у Атини 2004., 13 бродова за крстарење је усидрено у Пиреју да служе као плутајући хотели.
Пиреј се константно рангира међу 10 најбољих дестинација за крстарење у Европи и Медитерану. Пиреј је десету годину заредом најбоља дестинација за крстарење у Грчкој, победивши Санторини, Миконос, Родос и Крит.
| Године            | 2003       | 2004       | 2005       | 2006       | 2007       |
| ----------------- | ---------- | ---------- | ---------- | ---------- | ---------- |
| Домаћи путници    | 11,713,269 | 11,159,274 | 11,484,763 | 11,668,647 | 11,572,678 |
| Трајектни путници | 8,397,292  | 8,393,053  | 7,977,880  | 7,636,426  | 8,395,492  |
| Страни путници    | 823,339    | 757,552    | 925,782    | 1,202,190  | 1,554,747  |
| Укупно            | 20,933,900 | 20,255,879 | 20,388,425 | 20,507,263 | 21,522,917 |

## Галерија
- Лука Пиреј 1892.
- Лука Пиреј из ваздуха
- Лука Пиреј 1907.
- Метро станица надомак луке.